# Чумил
Чумил (словац. Čumil, букв. «зевака») — жанровая городская скульптура, одна из достопримечательностей центра Братиславы.

## Описание
Металлическая статуя изображает сантехника, выглядывающего из открытого люка канализации и смотрящего на прохожих с уровня дороги. Памятник находится в пешеходной зоне Старого города на пересечении улиц Лауринской, Панской и Рыбацких ворот. Автором бронзовой фигуры является скульптор, академический живописец, график и художник Виктор Гулик. Скульптура создана в рамках проекта реконструкции центра Братиславы. Образ сантехника-наблюдателя установили 26 июля 1997 года, и он сразу же стал одним из самых фотографируемых памятников в столице Словакии. Открытие скульптуры прошло на мероприятии «Korzo party» в честь обновления пешеходной зоны. В событии приняли участие 30 000 человек вместе с президентом Словакии Михалом Ковачем. Кроме Чумила тогда открыли ещё две статуи: Красавчику Наци и наполеоновскому солдату.
Как утверждает сам автор, Чумил ничего не символизирует, не представляет никого из когда-либо живших, не связан ни с какими событиями, и создан только, чтобы оживить Старый город. Но независимо от замысла автора, вокруг памятника возникают многочисленные истории — как описывающие биографию предполагаемого прототипа, так и сулящие счастье после поглаживания Чумила по голове.
В 1999 году скульптуру отметили специально изготовленным знаком, напоминающим дорожный. На знаке изображён Чумил и под ним надпись на английском «MAN AT WORK». Причиной установки знака были две дорожные аварии, в которых скульптура была повреждена. Знак предназначен для привлечения внимание как туристов, так и водителей транспортных средств, которым разрешено перемещение по пешеходной зоне.

## Название
В различных зарубежных СМИ скульптуре дают неправильное название, например, называют солдатом, предполагая, что на голове надет военный шлем. На самом деле это подвёрнутая шапка с помпоном. Как сказал автор скульптуры Виктор Гулик, Чумил — это любопытный братиславец.

## Похожие памятники и копии
Подобные скульптуры установлены и в других местах. В России насчитывается с десяток памятников сантехнику. В 2008 году в Беларуси (в Бобруйске и Гомеле) установили памятники, настолько похожие на братиславского Чумила, что их можно считать незаконной копией словацкого памятника. Памятник сантехнику также есть в сербском городе Суботица, но его персонаж не улыбается.
- Фотографии